# Snowboarden op de Paralympische Winterspelen
Snowboarden is een van de sporten die op het programma van de Paralympische Spelen staan. De sport staat sinds de Paralympische Winterspelen 2014 in Sotsji op het programma. De sport staat onder auspiciën van het Internationaal Paralympisch Comité (IPC). De paralympische variant van snowboarden is een sport voor sporters met een lichamelijke handicap aan verschillende ledematen. 

## Classificatie
De sporters worden in klassen ingedeeld op basis van hun type en mate van hun beperking. Dit classificatiesysteem maakt het mogelijk dat sporters met eenzelfde mate van functioneren, met elkaar kunnen strijden.
SB LL: is de klasse voor snowboarders met beperkingen boven het enkelgewricht, die ondanks hun beperkingen staand kunnen snowboarden. 

## Disciplines
- Snowboardcross - 2014 Elke sporter mag drie keer individueel het parcours rijden waarna de twee snelste tijden opgeteld werden en de uitslag bepaalden.

2014 · 2018
Alpineskiën · Biatlon · Langlaufen · Priksleeën · Rolstoelcurling · Sledgehockey · Snowboarden